# Pseudolaureola deharvengi
Pseudolaureola deharvengi är en kräftdjursart som beskrevs av Henri Dalens1998. Pseudolaureola deharvengi ingår i släktet Pseudolaureola och familjen Armadillidae. Inga underarter finns listade i Catalogue of Life.